# Parigi-Bruxelles 1988
La Parigi-Bruxelles 1988, sessantottesima edizione della corsa, si svolse il 23 settembre 1988 su un percorso di 213 km, con partenza da Noyon e arrivo a Bruxelles. Fu vinta dal tedesco Rolf Gölz della Superconfex-Yoko davanti al francese Laurent Fignon e al belga Marnix Lameire.

## Ordine d'arrivo (Top 10)
| Pos. | Corridore           | Squadra      | Tempo    |
| ---- | ------------------- | ------------ | -------- |
| 1    | Rolf Gölz           | Superconfex  | 7h43'40" |
| 2    | Laurent Fignon      | Système U    | s.t.     |
| 3    | Marnix Lameire      | ADR          | a 19"    |
| 4    | Christophe Lavainne | Système U    | s.t.     |
| 5    | Peter Roes          | Lotto-Merckx | s.t.     |
| 6    | Teun van Vliet      | Panasonic    | s.t.     |
| 7    | Johan Museeuw       | ADR          | s.t.     |
| 8    | Herman Frison       | Roland       | s.t.     |
| 9    | Jan Nevens          | Sigma-Fina   | s.t.     |
| 10   | Patrick Onnockx     | ADR          | s.t.     |